# Josefův Důl (okres Mladá Boleslav)
Obec Josefův Důl (německy Josephsthal) se nachází v okrese Mladá Boleslav, kraj Středočeský. Žije zde 430 obyvatel.
Ve vzdálenosti 4 km jižně leží statutární město Mladá Boleslav, 10 km severovýchodně město Mnichovo Hradiště, 19 km jižně město Benátky nad Jizerou a 24 km severovýchodně město Turnov.

## Historie
První písemná zmínka o obci pochází z roku 1790. Historie obce není dlouhá. Původně byla součástí obce Debř a tvořilo ji jen několik domků. Rozvoj obce začal v 60. letech 18. století po přestěhování textilní výroby z Kosmonos v roce 1763[rozpor]. Zakladatelem továrny byl feudál hrabě Bolza.
V roce 1793 zakoupil textilku Johann Josef Leitenberger, který vlastnil továrny v Nových Zákupech („sídelní“ město Leitenbergerů) a Verneřicích. V roce 1833 nastoupil do vedení továrny Bedřich Leitenberger – to už byla třetí generace podnikavé rodiny Leitenbergerů. Brzy nastal velký rozvoj výroby a s ním také rozvoj vlastní obce. Od roku 1872 se jednalo o odluce místní obce Josefova Dolu od katastrální obce Debř-Hrdlořezy. V té době byly veškeré reality (pozemky a budovy) v obci majetkem firmy Leitenberger. Rozsáhlý areál textilní továrny v oblouku řeky Jizery byl parkem, kterému vévodil zámek postavený v roce 1860 v palladienském stylu, oddělen od sídliště tvořeného převážně činžovními domy a třemi stylovými vilami.
V roce 1873 byla odluka obce od obce Debř-Hrdlořezy provedena a tím byla započata historie samostatné obce Josefův Důl. Obec byla převážně německá a velkým překvapením bylo vítězství Čecha Františka Jeníka, ředitele zahradnictví, v prvních volbách starosty konaných v červenci 1873. Jeník byl starostou obce do července 1884. V té době byla postavena škola s vyučovacím jazykem německým a rodinná hrobka Leitenbergerů.
Po tragické smrti syna a nástupce barona Leitenbergera koupila v roce 1905 továrnu a domy v obci akciová společnost Cosmanos a v roce 1920 koupila i zámek s parkem. Do roku 1924 měla obec název Josefodol, pocházející z německého názvu Josefstahl, až po výnosu min. vnitra z tohoto roku byl název změněn na Josefův Důl. Obec sama neměla žádný majetek, teprve koupí od fy. Cosmanos v roce 1926 získala zámek s parkem a v roce 1937 ve zdejším katastru 8ha a v katastru bradleckém také 8ha půdy. Rozvoj obce až do roku 1932 byl podmíněn dobrou prosperitou textilky, jejíž chod byl zastaven na dva roky v době všeobecné hospodářské krize. Těsně před druhou světovou válkou byl krátkodobě obnoven, ale v jejím průběhu sloužila továrna německému válečnému průmyslu.
Textilní výroba byla v „Josefodole“ (jak si místní obyvatelé zkracují název obce) obnovena až po skončení druhé světové války. V roce 1946 byla místní textilka začleněna do nově zřízeného národního podniku Tiba, Dvůr Králové nad Labem. Josefův Důl se stal čistě průmyslovou obcí.

### Rok 1932
Ve vsi Josefův Důl u Kosmonos s 426 obyvateli v roce 1932 byly evidovány tyto úřady, živnosti a obchody: poštovní úřad, telegrafní úřad, četnická stanice, lékař, biograf Sokol, holič, hostinec, konsum, řezník, obchod se smíšeným zbožím, trafika, textilní továrna.

### Po roce 1989
Události po 17. listopadu 1989 se v obci neprojevily ihned. Závod v Josefově Dole se oddělil od TIBY st.p. a začalo jednání o spojení se silným zahraničním partnerem v textilním oboru z Německa. I když byla samostatnost josefodolské továrny vstřícně projednána na Ministerstvu průmyslu, vedení továrny však raději zvolilo kupónovou privatizaci v rámci celého podniku, což nakonec další existenci textilní výroby v Josefově Dole nijak neprospělo: výroba byla v obci ukončena k 31. srpnu 1999, čímž skončila 236 let trvající tradice potiskování tkanin v Josefově Dole.
Zastupitelstvo obce se pokoušelo dát do pořádku majetkové poměry vč. historického majetku obce. Jednou z těchto nemovitostí byl i zámek, který byl prodán Fondu národního majetku v rámci privatizačního projektu nově vzniklé firmě Bostas s.r.o. v Mladé Boleslavi. Obec vstoupila do jednání o vydání nemovitosti v červnu 1993 právě v okamžiku, kdy tato společnost chtěla zámek prodat další firmě, která chtěla objekt rekonstruovat na luxusní ubytovací zařízení. Zástupci obce sjednali finanční vyrovnání se společností Bostas a pokusili se zámek zrekonstruovat, ale nakonec byl projekt ukončen, když banka poskytla část úvěru a poté s úvěrováním skončila. Dnes je zámek zdevastován.

### Územněsprávní začlenění
Dějiny územněsprávního začleňování zahrnují období od roku 1850 do současnosti. V chronologickém přehledu je uvedena územně administrativní příslušnost obce v roce, kdy ke změně došlo:
- 1850 země česká, kraj Jičín, politický i soudní okres Mladá Boleslav[6]
- 1855 země česká, kraj Mladá Boleslav, soudní okres Mladá Boleslav[6]
- 1868 země česká, politický i soudní okres Mladá Boleslav[6]
- 1939 země česká, Oberlandrat Jičín, politický i soudní okres Mladá Boleslav[7]
- 1942 země česká, Oberlandrat Praha, politický i soudní okres Mladá Boleslav[8]
- 1945 země česká, správní i soudní okres Mladá Boleslav[9]
- 1949 Pražský kraj, okres Mladá Boleslav[10]
- 1960 Středočeský kraj, okres Mladá Boleslav[11]

Od 1. ledna 1980 do 31. prosince 1992 byla obec součástí města Mladá Boleslav.

## Doprava

### Silniční doprava
Obcí prochází silnice III. třídy.

### Železniční doprava
Železniční trať ani stanice na území obce nejsou. Nejblíže obci je železniční stanice Mladá Boleslav-Debř ve vzdálenosti 1 km ležící na trati 070 z Prahy do Turnova.

### Autobusová doprava
Do obce zajíždí 3 linky Městské autobusové dopravy Mladá Boleslav.